# Sima Vaknin-Gil

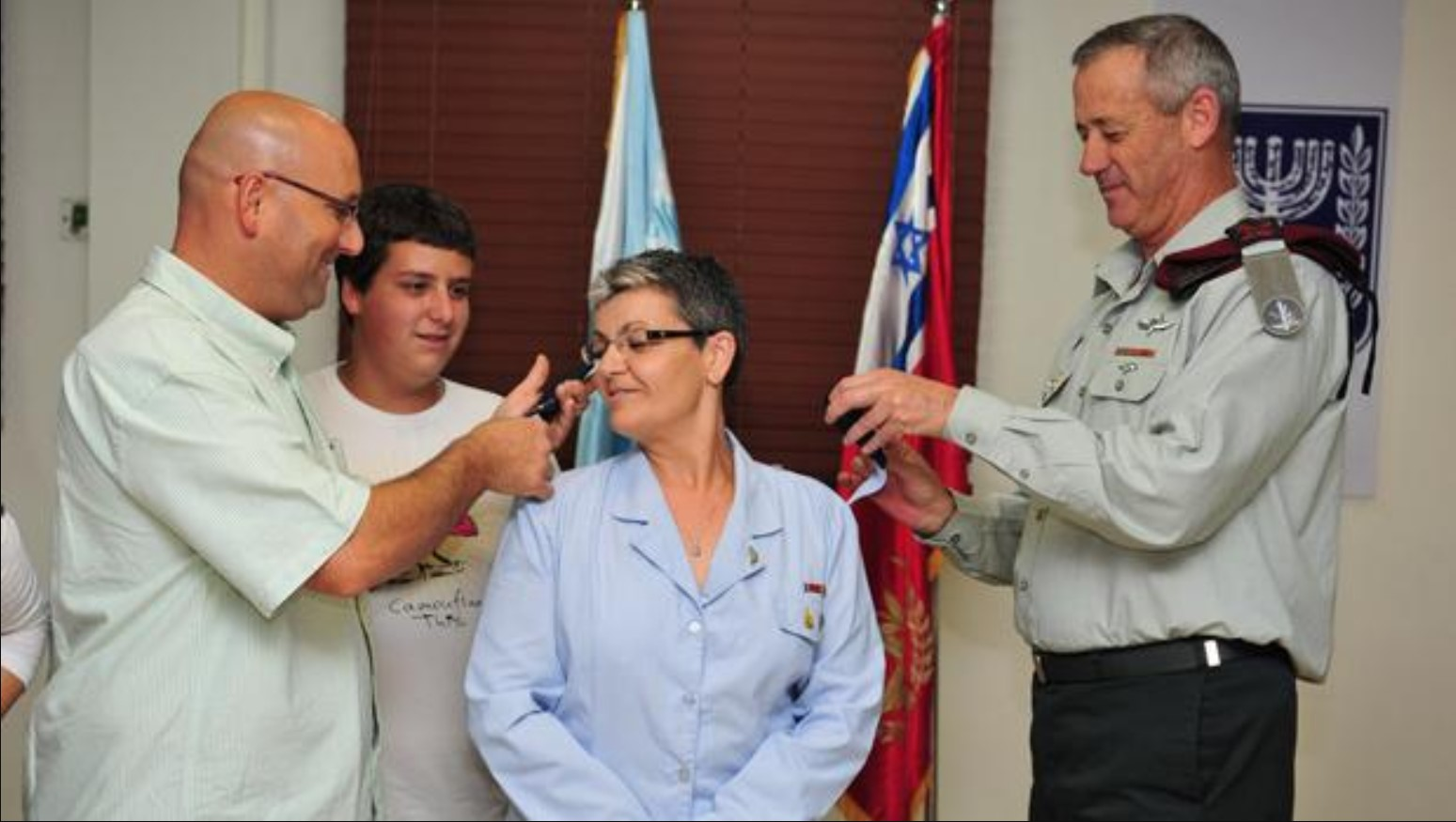
El jefe de Estado Mayor, teniente coronel Benny Gantz, confiere el rango de teniente coronel al Censor Militar Jefe Sima Vaknin-Gil el 3 de octubre de 2011.

Sima Vaknin-Gil (nacida en 1966) es una general de brigada de las Fuerzas de Defensa de Israel, que se desempeñó como jefa de la censura militar israelí y directora general del Ministerio de Asuntos Estratégicos e Información.
En la actualidad es la directora general del Institute for the Study of Global Antisemitism and Policy estadounidense y administradora de la ONG también estadounidense Combat Antisemitism Movement.

## Biografía
Vaknin-Gil entró en la Fuerza Aérea israelí en 1984  y ocupó una serie de puestos en su Cuerpo de Inteligencia . El 22 de agosto de 2005 fue nombrada censora militar en jefe, con el rango de teniente coronel, en sustitución de la coronel Miri Regev. En octubre de 2011 fue ascendida al grado de general de brigada. 
En diciembre de 2015, el gobierno aprobó la propuesta del ministro Gilad Erdan de nombrar a Vaknin-Gil directora general del Ministerio de Asuntos Estratégicos e Información. Ocupó el cargo hasta 2019. 
En el ministerio, tuvo un papel protagonista en la creación de la organización Kela Shlomo (rebautizada Concert en 2018 y Voices for Israel en 2021), cuya misión inicial era desacreditar y neutralizar al movimiento pro-palestino BDS. En 2018, Vaknin-Gil estuvo implicada en los esfuerzos del ministerio de Justicia israelí por evitar que las organizaciones que controlaba en Estados Unidos tuviesen que registrarse bajo la Foreign Agents Registration Act. Propuso como solución fundar una ONG en Estados Unidos que fuera independiente sobre el papel pero estuviese controlada informalmente por Israel.
En la actualidad (2024), Vaknin-Gil es miembro del consejo de administración de Combat Antisemitism Movement, una ONG fundada en 2019 en Kansas que colabora con Kela Shlomo y con el ministerio israelí de la Diáspora.
Es también, desde 2023, la directora general del Institute for the Study of Global Antisemitism and Policy (ISGAP). Esta organización, con sede en Estados Unidos pero financiada por Israel (en 2018 el 80 % de su presupuesto provino de una beca de 445 000 dólares del ministerio de Vaknin-Gil), ha tenido un papel destacado en la neutralización de las protestas propalestinas en universidades estadounidenses en 2024.